# اکاترینا وروشیلوا
اکاترینا داویدونا وروشیلووا (روسی: Екатерина Давидовна Ворошилова; ۱۹۵۹–۱۸۸۷)، با نام تولد گیتلیا گوربمن ،  بعد از آن گلدا گوربمن (Го́лда Горбман)، همسر کلیمنت ووراشیلوف، فرد انقلابی روسی و بعداً کارگزار حزب و دولت شوروی بود.  

## زندگینامه
گلدا داویدوانا گوربمن در سال ۱۸۸۷در روستای مارداروفکا در نزدیکی اودسا در خانواده ای یهودی به دنیا آمد. پدر او، دیوید لیبوویچ گوربمن، یک دلال بود، او از آسم رنج می برد و در سال ۱۹۱۰ درگذشت.
در سال ۱۸۹۷، گلدا داویدونا وارد دبیرستان شد که در سال ۱۹۰۲ از آن فارغ التحصیل شد. او سپس به عنوان یک خیاط کار مشغول به کار شد.  پس از آشنایی با سرافیما گوپنر به ایده های انقلابی علاقه مند شد و در سال ۱۹۰۴ در سن ۱۷ سالگی به حزب انقلابی سوسیالیست پیوست. او به دلیل فعالیت های انقلابی خود به استان آرخانگلسک تبعید شد.
او در پایان سال ۱۹۰۹ با کلیمنت ووراشیلوف آشنا شد و در پایان عاشق شد. گلدا که یک ماه و نیم پس از آزادی از تبعید در میهنش زندگی کرده بود، با معشوقش به تبعید بازگشت. کلیمنت ووراشیلوف در یکی از دست نوشته های خود نوشت: «ما در اولین تبعید من در استان آرخانگلسک با هم آشنا شدیم. سپس آنها در اکاترینوسلاو ملاقات کردند و می خواستند ازدواج کنند ، اما طبق قوانین کلیسا ، اکاترینا داویدونا مجبور شد به ارتدکس روی بیاورد و موضوع ازدواج متوقف شد. وقتی دوباره مرا فرستادند، نزد من آمد. ژاندارم که بر من نظارت می کرد از او خواست که در عرض ۲۴ ساعت روستا را به عنوان فردی که به طور رسمی بیگانه است ترک کند.
سپس اکاترینا وروشیلووا چنین ترفندی را ارائه داد. از یک مجله ما یک پرتره از تزار نیکلای را بریدیم. آن را در اتاق آویزان کردند. در زمان ورود ژاندارم، "شاهدان" - دهقانان محلی - در اتاق بالا جمع شده بودند. ژاندارم از راه رسید و شروع به قسم خوردن کرد: آنها می گویند چرا اکاترینا وروشیلووا هنوز روستا را ترک نکرده است؟ در اینجا من مانند سگ هستم: "چه کسی به تو اجازه داد جلوی تصویر حاکم پدر بنشینی و قسم بخوری؟" 
ژاندارم با دیدن پرتره فریاد زد: خرابش نکن. - بگذار اکاترینا وروشیلووا تا زمانی که او می خواهد اینجا زندگی کند. و من عروسی را آنطور که باید ترتیب دهم. بنابراین ما ازدواج کردیم.»
ازدواج آنها به شرط عروسی در کلیسا مجاز بود. گلدا غسل تعمید ارتدکس را پذیرفت. تازه ازدواج کرده ها در سپتامبر ۱۹۱۰ از تبعید آزاد شدند. اکاترینا وروشیلووا نیز دیدگاه های سیاسی خود را تغییر داد و مارکسیست شد. در سال ۱۹۱۷ او به حزب سوسیال دموکرات کارگری روسیه پیوست. او در طول جنگ داخلی از شوهرش پیروی کرد و به عنوان دستیار و رفیق کنار او ماند. او به عنوان همسر یک فرمانده از زنان و کودکان و سالمندان مراقبت می کرد. 
نام وروشیلووا با مقاله ای از روزنامه گارد سفید مورخ ۱۰ نوامبر ۱۹۲۵ مشخص شد.

## زندگی شخصی
در تابستان ۱۹۱۸، او یک اداره تعاونی برای زنان راه اندازی کرد و به کودکان یتیم کمک کرد و به آنها کمک کرد تا به فرزندخواندگی بپذیرند. سمیون بودیونی یک پسر جوان چهار ساله با موهای مجعد را به همراه آورد و این کودک به دلیل اینکه اکاترینا قادر به بچه دار شدن نبود این کودک را پذیرفت. خانواده وروشیلووا هر دو پذیرفتند که او را به فرزندی قبول کنند و نام او را پتیا گذاشتند.

## مرگ
در سال ۱۹۵۳، اکاترینا داویدونا وروشیلووا به سرطان مبتلا شد. او به زندگی خود ادامه داد و بیماری خود را برای مدت طولانی از شوهرش پنهان کرد. او در ۷۳ سالگی در آوریل ۱۹۵۹ درگذشت.